# Puppet Master: Axis of Evil
A Puppet Master: Axis of Evil egy 2010-es amerikai horrorfilm, melyet David DeCoteau rendezett. A film producere és szülőatyja Charles Band. A főszerepekben Levi Fiehler, Jenna Gallaher, valamint Taylor M. Graham látható. Ez a kilencedik hivatalos film a Gyilkos bábok-sorozatban. A 10. résszel Charles Band egy új Axis trilógiát indított el, melynek ez az első része.

## Történet
Az események a Scarab Hill-i Bodega Bay Hotelben kezdődnek, 1939-ben a II. Világháború alatt, ahol az ifjú Danny Coogan bútorkészítőként dolgozik, minden vágya, hogy részt vegyen a nácik elleni háborúban. Toulon öngyilkosságát követően, Danny a szállodában megtalálja a mester misztikus bábjait, még a németek előtt. Kiderül, hogy a náci Max és Klaus, a gyönyörű japán Ozu szabotőrrel szövetségre lépve egy titkos amerikai gyárat kívánnak lerombolni. Miután Ozu megtámadta Danny családját, és barátnőjét, Beth-et elrabolják, Danny a különleges bábok segítségével próbálja megfékezni a veszélyt jelentő nácikat.

## Szereposztás
- Levi Fiehler mint Danny Coogan
- Jenna Gallaher mint Beth
- Taylor M. Graham mint Don Coogan
- Tom Sandoval mint Ben / Max
- Jerry Hoffman mint Len bácsi
- Erica Shaffer mint Elma Coogan
- Aaron Riber mint Klaus
- Ada Chao mint Ozu
- Gu Yingfeng mint Nozoki-ya
- Xiangfu Zhang mint Buta
- Mike Brooks mint Mr. Gifford
- William Hickey mint André Toulon (archive fotón illetve stáblistán fel nem tüntetett (uncredited))

### Bábok
- Blade
- Pinhead
- Leech Woman
- Jester
- Tunneler
- Six Shooter (csak a fegyverei)
- Ninja (Új báb)
- Shredder Khan
- Gengie (Indian Puppet)

## Kritikai fogadtatás
- A Rotten Tomatoes esetében a film 274 felhasználó értékelése alapján 19%-os minősítést kapott.[2]
- Az IMDb filmadatbázison 4.5 ponton állt 2018. novemberében.[3]
- "A Puppet Master: Axis of Evil egy remek vállalható film – jobb mint bármelyik  Full Moon Features produkció, amelyekre jól emlékszem, bár nem sok részét láttam. Decoteau visszatérése a rendezői székbe nagyszerű döntés volt, hiszen ő hatékony és nosztalgikus, a 30-as évek hangulatát alacsony költségvetésből is jól visszaadja. Chinatown ködös utcái nagyszerűek. A karakterek fejlettek és a színészkedés elég tisztességes, különösen, Danny, és barátnője, a gyönyörű Beth és a náci Max. Ami nem működött nekem, az maguk az ikonikus bábok voltak. Kapunk egy Blade-t, Jester-t, Ms. Leech-et, Tunneler-t, Pinhead-et, és az első részből ismert ázsiai báb Shredder Khan,  valamint Six Shooter alig szerepel, és nem emlékszem, hogy Torchot láttam volna. Six Shootert és a Torch-ot az utóbbi néhány részben a költségvetési megszorítások miatt nem szerepeltetik. Azt hiszem Six Shooter animációit  lehet a legbonyolultabb és legköltségesebb megalkotni, de a sorozatot nélkülük folytatni óriási hiba. A bábok animációi rendkívül hanyag munka, az alacsony költségvetés ellenére is, nagyon hiányzik Dave Allen vizuális effektus stop-motion munkája. Nagyon élveztem a Gyilkos bábok 1-3-ban, különösen a 2 részben végzett közreműködését – amely természetesen nem volt hibátlan, de tisztességes munka volt, a bábok mozgása folyékony volt és káprázatosan voltak. Itt nem használnak stop motion-t, és meglehetősen tagoltan mozognak. A másik fájó dolog, hogy a film vérszegény…"[4]

## Háttér
Ez az első rész a sorozatban, amelyet Ázsiában rendeztek. Toulon szállodai szobája egy részletes rekonstruált helység, amelyet az eredeti, első részből mintáztak. Az első Puppet Master film, melyet hét év után ismét a Full Moon Features készített. Az első alkalom, a 3. rész óta, hogy Leech Woman piócát öklendezett. A filmet és a Killjoy 3-at egyszerre forgatták Kínában 2009 nyarán.